# アンリエット・カトリーヌ・ド・ジョワイユーズ
アンリエット・カトリーヌ・ド・ジョワイユーズ（フランス語：Henriette Catherine de Joyeuse, 1585年1月8日 - 1656年2月25日）は、ジョワイユーズ女公（在位：1608年 - 1647年）。モンパンシエ公アンリ、後にギーズ公シャルル1世と結婚した。「ラ・グランド・マドモワゼル」アンヌ・マリー・ルイーズ・ドルレアンの祖母に当たる。

## 生涯
アンリエット・カトリーヌは、ブシャージュ伯・ジョワイユーズ公アンリとカトリーヌ・ド・ノガレ・ド・ラ・ヴァレットの娘として1585年1月13日にルーヴル宮で生まれた。エペルノン公ジャン＝ルイ・ド・ノガレ・ド・ラ・ヴァレットおよびフランス王アンリ3世の寵臣ジョワイユーズ公アンリの姪にあたる。
母カトリーヌが亡くなり、父アンリがカプチン修道会に入った後、アンリエット・カトリーヌは父方の祖母マリー・ド・バタルネーに引き取られて育てられた。1595年にマリーが亡くなると、アンリは娘を連れ戻した。
1597年5月15日、アンリエット・カトリーヌは13歳でモンパンシエ公アンリ・ド・ブルボン（1573年5月 - 1608年2月）と結婚し、数年間叔父のフランソワ・ド・ジョワイユーズ枢機卿（1562年 - 1615年）に預けられた。モンパンシエ公アンリとの間には1女が生まれた。
- マリー（1605年10月15日 - 1627年6月4日） - モンパンシエ女公、オルレアン公ガストンと結婚

1608年にモンパンシエ公アンリは死去し、1611年1月5日にアンリエット・カトリーヌは4代ギーズ公・ジョアンヴィル公シャルル1世（1571年 - 1640年）と結婚した。2人の間には10子が生まれた。
- フランソワ（1612年4月3日 - 1639年12月7日） - ジョアンヴィル公
- 双子（1613年）
- アンリ2世（1614年 - 1664年） - ランス大司教[2]、のちギーズ公
- マリー（1615年 - 1688年）[3] - ギーズ女公
- シャルル・ルイ（1618年7月15日 - 1637年3月15日） - ジョワイユーズ公
- ルイ（1622年 - 1654年） - ジョワイユーズ公、アングレーム公[3]。ギーズ公ルイ・ジョゼフの父。
- フランソワーズ・ルネ（1621年 - 1682年） - モンマルトル女子修道院長[4]
- ロジェ（1624年 - 1653年） - 「ジョアンヴィルの騎士（Chevalier de Joinville）」のちに「ギーズの騎士（Chevalier de Guise）」と呼ばれた[3]。マルタ騎士団の騎士。
- 娘

1620年、ジョワイユーズ（アルデシュ）にオラトリオ会の家を創建した。
アンリエット・カトリーヌは、王族とともに敬虔な生活を送り、マリー・ド・メディシスの友人であったにもかかわらず、リシュリュー枢機卿に対する陰謀により、1635年3月にフィレンツェに追放された夫に従わざるを得なかった。アンリエット・カトリーヌは1640年9月に夫シャルル1世が亡くなるまでフィレンツェに留まった。
その後、アンリエット・カトリーヌはフランスに戻り、敬虔な活動に専念し1656年2月に71歳で亡くなった。アンリエット・カトリーヌはパリのカプシーヌ修道院の教会に埋葬されたが、棺は1854年ごろラ・ペ通りの清掃作業中に発掘されたとみられる。